# Chuck Leavell
Chuck (Alfred) Leavell (Birmingham, Alabama, 28 april 1952) is een Amerikaanse pianist en toetsenist. Hij speelde bij The Allman Brothers Band in hun hoogtijdagen en is de oprichter van de Jazzrockgroep Sea Level. Hij is tevens een bekende sessiemuzikant (onder meer voor Eric Clapton) en hij speelt sinds 1983 bij The Rolling Stones. Hij werd in 2004 opgenomen in de Georgia Music Hall of Fame.

## Discografie

### Solo
- What's in That Bag? - (1998)
- Forever Blue: Solo Piano - (2001)
- Southscape - (2005)
- Live In Germany-Green Leaves and Blue Notes Tour (2007)

### Met anderen

#### Gov't Mule
- Live ... With A Little Help From Our Friends - (1998)

#### The Allman Brothers Band
- Brothers and Sisters - (1973)
- Win, Lose or Draw - (1975)

#### The Rolling Stones
- Undercover - (1983)
- Dirty Work - (1986)
- Steel Wheels - (1989)
- Flashpoint - (1991)
- Voodoo Lounge - (1994)
- Stripped - (1995)
- No Security - (1998)
- Live Licks - (2004
- A Bigger Bang - (2005)
- Shine a Light - (2008)